# Eva Ivars Buigues
Eva Ivars Buigues (Denia, España, 16 de junio de 1971) es una empresaria española que ha trabajado en transformación digital, innovación y sostenibilidad siendo actualmente la consejera delegada de Alain Afflelou en España y Portugal.

## Biografía y trayectoria
Nació en Denia, en Alicante; España, el 16 de junio de 1971. Se mudó a Madrid a la edad de 18 años para estudiar Ciencias de la Información en la Universidad Complutense de Madrid.
Completó su grado en Ciencias de la Información, especializándose en Publicidad y Relaciones Públicas, en la Universidad Complutense de Madrid para posteriormente ampliar su formación con estudios de posgrado y cursos ejecutivos en diversas instituciones como el ISDI, Esade, Harvard o Insead.
Proveniente de un entorno familiar con antecedentes en emprendimiento, comenzó su carrera en la industria publicitaria, trabajando para agencias como Publicis, GREY, y Delvico Bates.
Es consejera delegada de Alain Afflelou en España desde el 2020 tras incorporarse a la compañía como directora de marketing en 2005. De la misma forma, ha ocupado varios puestos en consejos de administración y fundaciones, incluyendo el de presidenta del Observatorio Tecnológico de Retail de la Asociación Española de Retail desde 2022 y miembro del Consejo de Administración en la Cámara de Comercio e Industria Franco-Española desde 2019.

## Premios y reconocimientos
A lo largo de su carrera, ha recibido varios reconocimientos, entre ellos «Mujer del Día» por Forbes, durante la gestión de la crisis sanitaria de la pandemia. Fue premiada en 2022 con la mejor Trayectoria Profesional por la Asociación Española de Franquicias.
Ha sido Nombrada entre los Top 3 «DUX of The Yea»" por los DUX Awards de 2021 a 2023 así como LinkedIn Top Voice en junio de 2020. o Premio a la Mujer Franquiciadora más influyente del año 2018.
En el 2021 fue nominada a las Top 100 Mujeres Líderes de España por el periódico El Español.

## Publicaciones y contribuciones académicas
Colabora regularmente con escuelas de negocio dando clase en el máster de marketing del Instituto de Empresa y colabora de forma recurrente con medios de comunicación, hablando sobre gestión de equipos, adaptación al cambio y sostenibilidad. Entre sus contribuciones se incluyen artículos en Cinco Días y Expansión, y participaciones en paneles y foros académicos siempre en el mundo del retail y la franquicia.